# 法夫波因茨 (明尼蘇達州)
法夫波因茨（英語：Five Points）是位於美國明尼蘇達州斯特恩斯縣勒索克鎮區的一個非建制地區。

## 地理
法夫波因茨所處的海拔為高於海平面323米（即1060英呎），而該地所採用的時區為UTC-6，即北美中部時區（CST）。同時該地設有夏令時間，為UTC-6調快一小時，即UTC-5（CDT）。